# Leicestershire
Leicestershire är ett grevskap i centrala England i Storbritannien. Grevskapet har fått sitt namn från staden Leicester som tidigare var dess administrativa centrum, men som numera är en enhetskommun. Grevskapsfullmäktige (county council) för resten av grevskapet sammanträder numera i Glenfield, cirka en halvmil nordväst om centrala Leicester. Leicestershire gränsar till Lincolnshire, Rutland, Northamptonshire, Warwickshire, Staffordshire, Derbyshire, och Nottinghamshire.

## Administrativ indelning
Det administrativa grevskapet Leicestershire omfattar hela det ceremoniella grevskapet Leicestershire med undantag för det område som administreras av enhetskommunen Leicester.
| Nr | Distrikt / Enhetskommun   | Administrativt grevskap | Distrikt i det ceremoniella grevskapet Leicestershire                         |
| -- | ------------------------- | ----------------------- | ----------------------------------------------------------------------------- |
| 1  | North West Leicestershire | Leicestershire          | Rött: Administrativa grevskapet Leicestershire Gult: Enhetskommunen Leicester |
| 2  | Charnwood                 | Leicestershire          | Rött: Administrativa grevskapet Leicestershire Gult: Enhetskommunen Leicester |
| 3  | Melton                    | Leicestershire          | Rött: Administrativa grevskapet Leicestershire Gult: Enhetskommunen Leicester |
| 4  | Harborough                | Leicestershire          | Rött: Administrativa grevskapet Leicestershire Gult: Enhetskommunen Leicester |
| 5  | Oadby and Wigston         | Leicestershire          | Rött: Administrativa grevskapet Leicestershire Gult: Enhetskommunen Leicester |
| 6  | Blaby                     | Leicestershire          | Rött: Administrativa grevskapet Leicestershire Gult: Enhetskommunen Leicester |
| 7  | Hinckley and Bosworth     | Leicestershire          | Rött: Administrativa grevskapet Leicestershire Gult: Enhetskommunen Leicester |
| 8  | Leicester                 | Leicester               | Rött: Administrativa grevskapet Leicestershire Gult: Enhetskommunen Leicester |